# Masaru Inoue (astronome)
Pour les articles homonymes, voir Masaru et Inoue.
Ne doit pas être confondu avec Inoue Masaru (fonctionnaire).
Masaru Inoue (井上傑, Inoue Masaru) est un astronome japonais s'intéressant aux astéroïdes.
D'après le Centre des planètes mineures, il a co-découvert douze astéroïdes entre 1986 et 1990, avec Osamu Muramatsu, Takeshi Urata et Yoshio Kushida.

## Astéroïdes découverts
| (3432) Kobuchizawa                                                            | 7 mars 1986      | [1] [2] |
| (4033) Yatsugatake                                                            | 16 mars 1986     | [1]     |
| (4219) Nakamura                                                               | 19 février 1988  | [1]     |
| (4577) Chikako                                                                | 30 novembre 1988 | [3]     |
| (4634) Shibuya                                                                | 16 janvier 1988  | [1]     |
| (5403) Takachiho                                                              | 20 février 1990  | [3]     |
| (7514) 1986 ED                                                                | 7 mars 1986      | [1] [2] |
| (8830) 1988 VZ                                                                | 7 novembre 1988  | [3]     |
| (9746) Kazukoichikawa                                                         | 7 novembre 1988  | [3]     |
| (12691) 1988 VF2                                                              | 7 novembre 1988  | [3]     |
| (26829) Sakaihoikuen                                                          | 30 novembre 1989 | [3]     |
| (35062) Sakuranosyou                                                          | 12 mars 1988     | [1]     |
| - [1] avec Osamu Muramatsu - [2] avec Takeshi Urata - [3] avec Yoshio Kushida |                  |         |